# Kusel

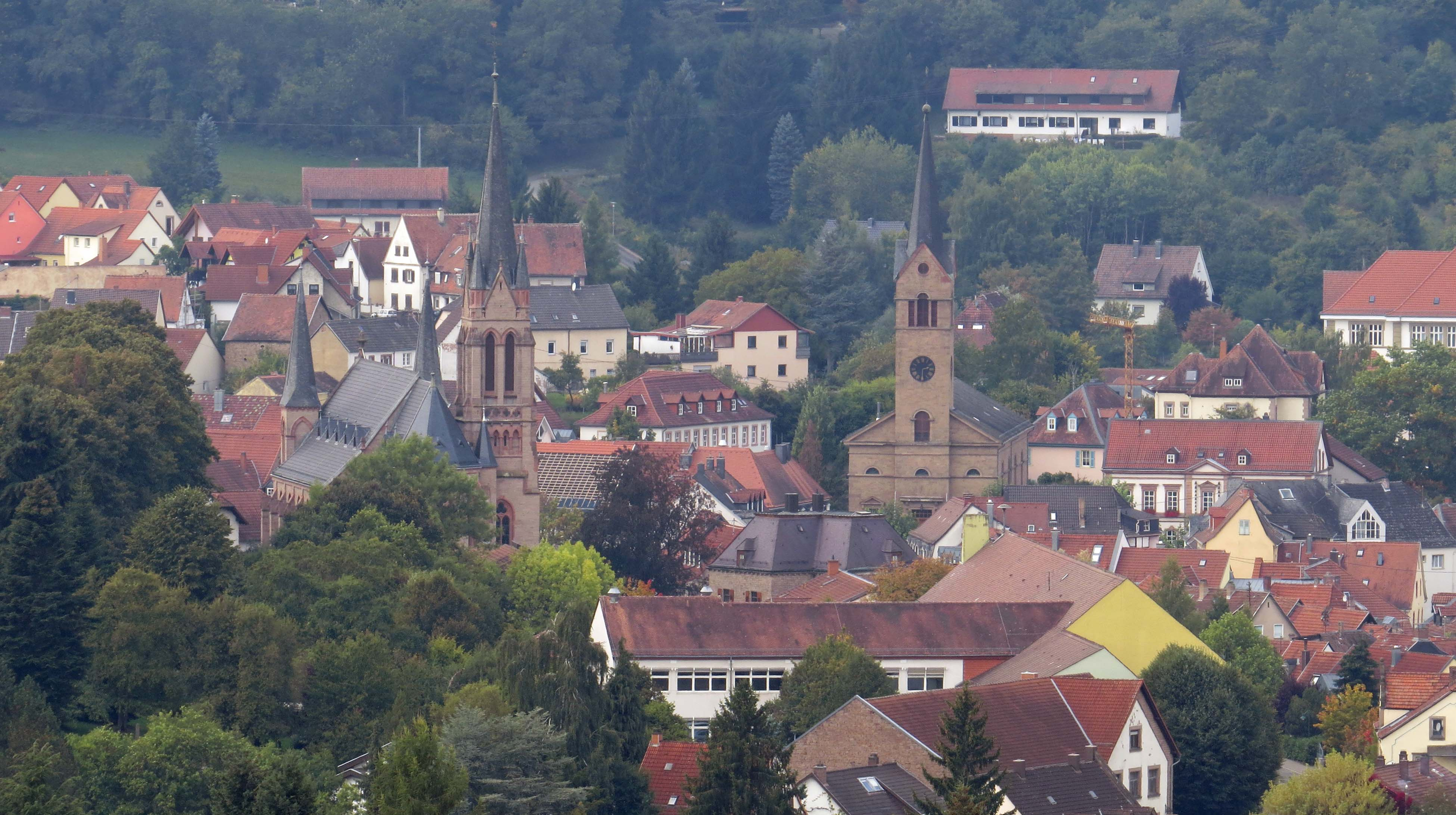
Kusel

Kusel, bis 1865 Cusel geschrieben, ist die Kreisstadt des Landkreises Kusel sowie der Verwaltungssitz der Verbandsgemeinde Kusel-Altenglan. Kusel liegt am Kuselbach im Südwesten von Rheinland-Pfalz im Nordpfälzer Bergland. Mit 5405 Einwohnern (Stand 2018) ist Kusel nach Cochem und Seelow die drittkleinste Kreisstadt Deutschlands. Kusel ist gemäß Landesplanung als Mittelzentrum ausgewiesen.

## Geographie

### Lage
Die Kleinstadt Kusel liegt im zum Saar-Nahe-Bergland gehörenden Nordpfälzer Bergland. Die Region wird oft als Musikantenland bezeichnet. Kusel gliedert sich vor allem in die Kernstadt um die historische Altstadt herum, den mittlerweile mit dem Kerngebiet verschmolzenen Stadtteil Diedelkopf und das Wohngebiet „Am Holler“, sowie den Stadtteil Bledesbach. Nachbargemeinden sind – im Uhrzeigersinn – Blaubach, Altenglan, Rammelsbach, Haschbach am Remigiusberg, Schellweiler, Ehweiler, Pfeffelbach, Ruthweiler und Körborn.

### Gewässer

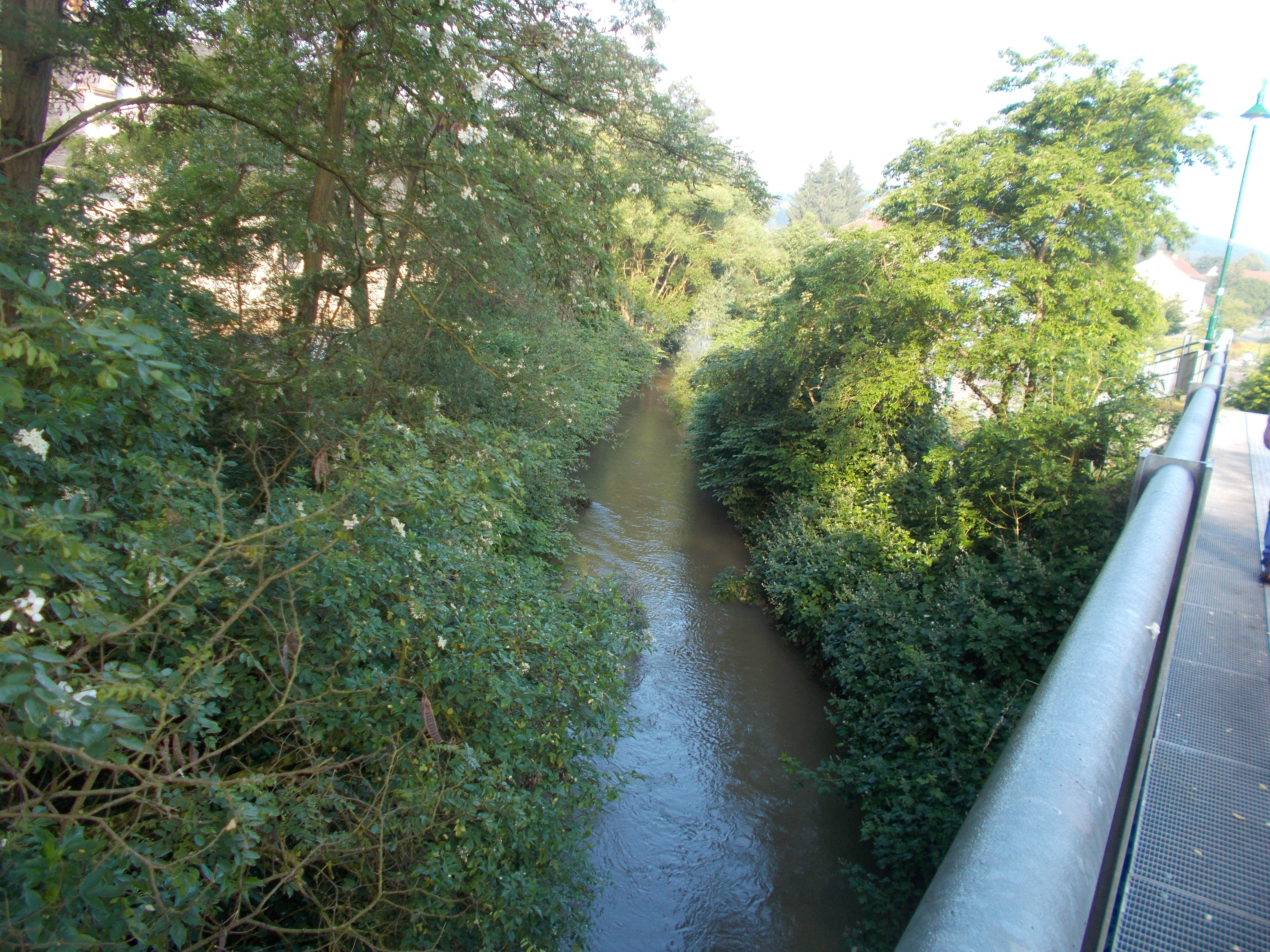
Kuselbach innerhalb der Stadt

Durch die Stadt fließt in West-Ost-Richtung der Kuselbach, der im Westen der Gemarkung durch Zusammenfluss von Pfeffelbach und Bledesbach entsteht. In Diedelkopf mündet der Blaubach in diesen.

### Klima
Der Jahresniederschlag beträgt 863 mm.

## Geschichte

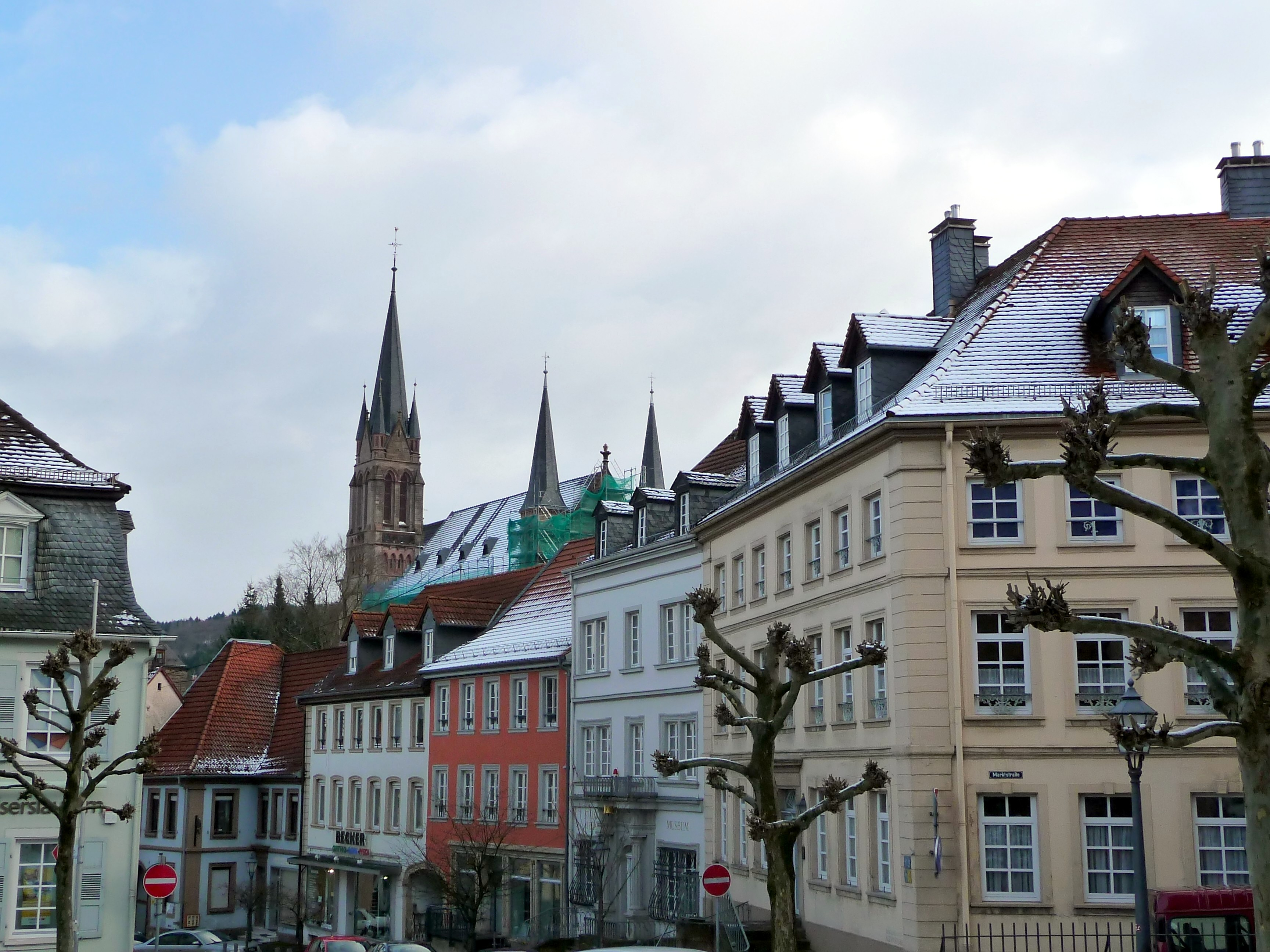
Blick in die Altstadt mit Stadt- und Heimatmuseum

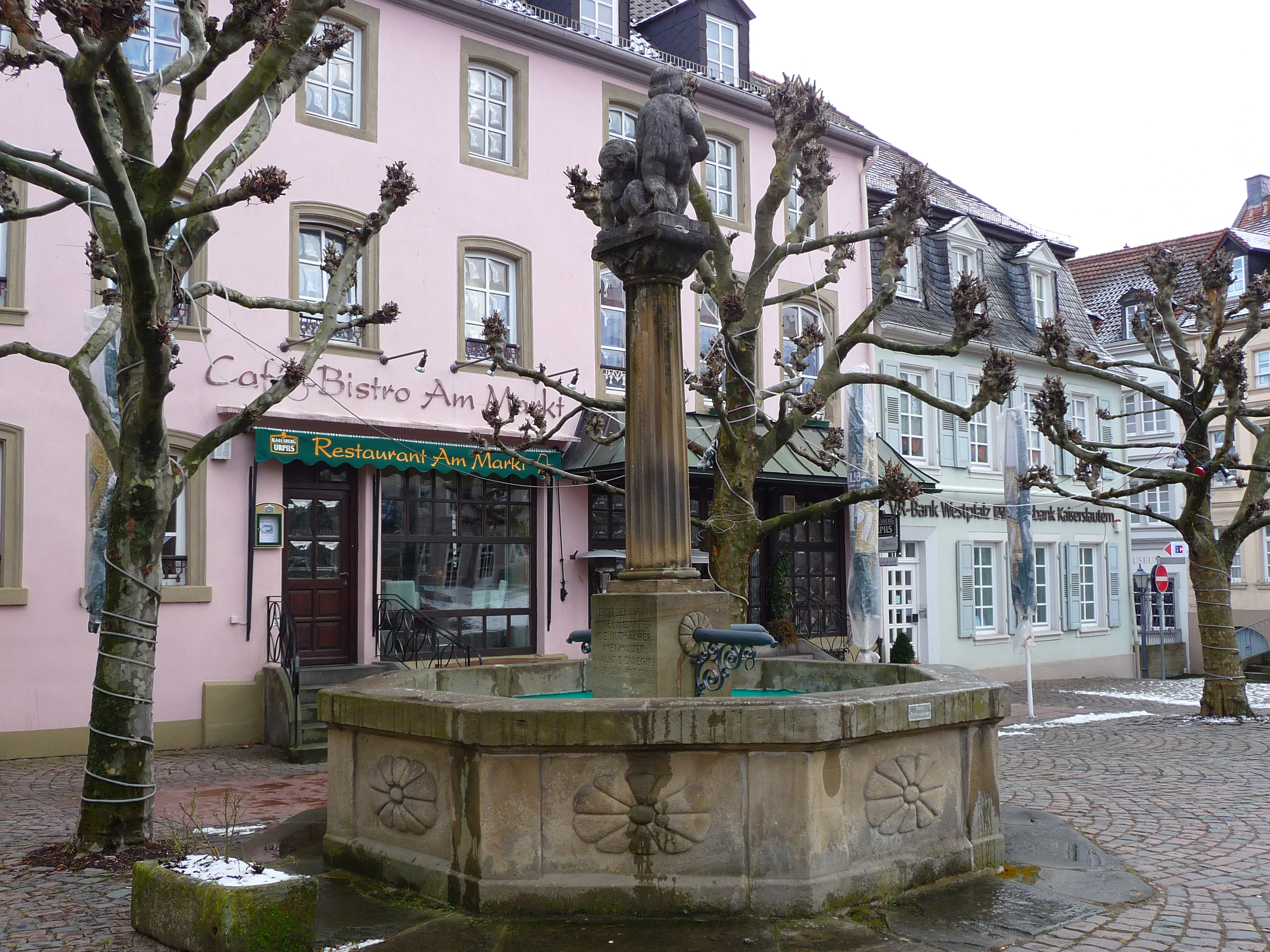
Hutmacherbrunnen

### Entwicklung bis zum Mittelalter
Einst lebten neben Germanen auch Kelten und Römer in der Gegend von Kusel.
Durch die Schlacht bei Zülpich 496 kam Kusel unter fränkische Herrschaft und wurde durch Kauf oder Schenkung zu einem Teil des Reichslandes um Kaiserslautern. Im 7. Jahrhundert wurde auf den Ruinen eines römischen Gutshofes ein fränkischer Königshof gebaut, der eine Verpflegungsstätte darstellte, der „Curtis Cosla“. Im Jahr 850 wird dieser Hof das erste Mal in einer Urkunde erwähnt. Der Name kommt vom Kuselbach, der vorgermanisch *Kus(u)la geheißen haben dürfte.
Im 9. Jahrhundert befanden sich der Hof und das umliegende Land im Eigentum des Erzbistums Reims, dessen Gründer Remigius war. Der Königshof wandelte sich durch Mönche, die ihn organisierten, zum Klosterhof, und so wurde er zum Zentrum kirchlicher und wirtschaftlicher Interessen im so genannten Remigiusland. 902 weihte der Erzbischof Heriveus von Reims die Remigiuskirche auf dem heutigen Marktplatz zur ersten Mutterkirche der gesamten Umgebung. 931 wurde der Hof zu Kusel mit dem umliegenden Gebiet der Abtei St. Remy in Reims übergeben. Auf dem nahegelegenen Remigiusberg errichteten Reimser Mönche 1127 die Benediktinerpropstei, die nun zum kirchlichen Mittelpunkt des Landes wurde. Der Hof zu Kusel wurde durch die Vertretung eines Hofschultheißen zum Sitz der Verwaltung.
Die Grafen von Veldenz (1127–1444) wurden zu Schutzvögten des Landes. Um 1214 wurde in der Nähe die Burg Lichtenberg errichtet, die heute als die größte Burgruine Deutschlands (425 m lang, 382 m über NN) bekannt ist. Kusel wurde 1387 erstmals in einer Urkunde des Grafen von Veldenz als „Cuscheln der Stat“ urkundlich erwähnt. Die Befestigung mit Stadtgräben, Mauern, Türmen und Toren begann. 1444 wurde Kusel an Zweibrücken übertragen, da die Veldenzer Grafenlinie endete. Burg Lichtenberg wurde zum Oberamt Lichtenberg.

### Frühe Neuzeit
Im 16. Jahrhundert hatte das Kuseler Land drei Mal unter der Pest zu leiden. 1635 wurde Kusel durch kroatische Truppen im Dreißigjährigen Krieg niedergebrannt. In 40 Jahren wurde die Stadt wieder aufgebaut, 1677 aber durch die Truppen Ludwigs XIV. im Pfälzischen Erbfolgekrieg zum Großteil erneut abgebrannt.
Kusel entwickelte sich allmählich zu einer Handwerker- und Tuchmacherstadt. Am 26. Juli 1794 besetzten französische Revolutionstruppen den Ort. Unter Androhung der Todesstrafe musste Kusel innerhalb einer Stunde geräumt werden. Nach Plünderung der Häuser wurde Kusel zum dritten Mal bis auf die Grundmauern niedergebrannt. Es blieben nur sechs Häuser stehen. Diese Tat galt als Bestrafung, denn die Stadt hatte einige Bürger, die in Metz als Geiseln festgehalten worden waren, mit Geld versorgt, das sich als gefälscht herausstellte und angeblich in Kusel hergestellt worden war. Eine Hypothese zur Niederbrennung ist, dass wohl eigentlich die Gemeinde Kasel zerstört werden sollte, es aber zu einem Schreibfehler bei der Ausstellung der Befehle kam.

### Seit dem 19. Jahrhundert
1798 kam Kusel zum Département de la Sarre. Auf dem Wiener Kongress fiel die linksrheinische Pfalz 1815 zunächst an Österreich und 1816 aufgrund eines Tauschvertrages an das Königreich Bayern. Kusel wurde Sitz eines Landkommissariats im bayerischen Rheinkreis. Die erste Wasserleitung wurde 1824 gebaut. Durch freiwillige Spenden entstand der Maximilianbrunnen. In den Jahren von 1850 bis 1880 wurden bedeutende Tuch- und Streichgarnfabriken gegründet (Zöllner, Ehrenspeck, Fickeissen). Im Jahr 1865 wurde der Name Cusel offiziell in Kusel geändert. 1868 wurde die Eisenbahnstrecke von Landstuhl nach Kusel gebaut, die der Stadt große wirtschaftliche Vorteile brachte. In umliegenden Steinbrüchen wurde Kuselit abgebaut, der als Pflasterstein und zur Trassierung von Bahnstrecken genutzt wurde. Weiter entstanden Brauereien, Maschinengießereien, Wollwebereien, Ziegeleien, Druckereien und Ketten- und Nagelschmieden. Durch die großen Viehmärkte (später Kuseler Herbstmesse) wurde die Stadt zum landwirtschaftlichen Zentrum der Umgebung.
Im Zweiten Weltkrieg wurde Kusel von Jagdbombern und später auch von größeren Flugzeugen mehrfach bombardiert. Nach dem Ersten und dem Zweiten Weltkrieg herrschten Inflation und Arbeitslosigkeit. Nach 1945 entstanden neue Industriebetriebe, es wurden Neubaugebiete (Holler-Siedlung) erschlossen und Schulen gebaut. 1965 wurde Kusel Garnisonsstadt. Im Zuge der rheinland-pfälzischen Verwaltungsreform von 1969 wurde Kusel zum Verwaltungssitz der neu geschaffenen Verbandsgemeinde Kusel, die 2018 in der Verbandsgemeinde Kusel-Altenglan aufging.
Im Jahr 1939 wurde die bis dahin selbständige Gemeinde Diedelkopf eingegliedert. Außerdem wurde am 17. März 1974 die Gemeinde Bledesbach eingemeindet.
Die einst vor Ort ansässige jüdische Gemeinde besaß eine Synagoge, deren Inneneinrichtung 1938 den Novemberpogromen zum Opfer fiel. In der Stadt erinnern Stolpersteine an die von den Nationalsozialisten deportierten Juden.

### Konfessionsstatistik

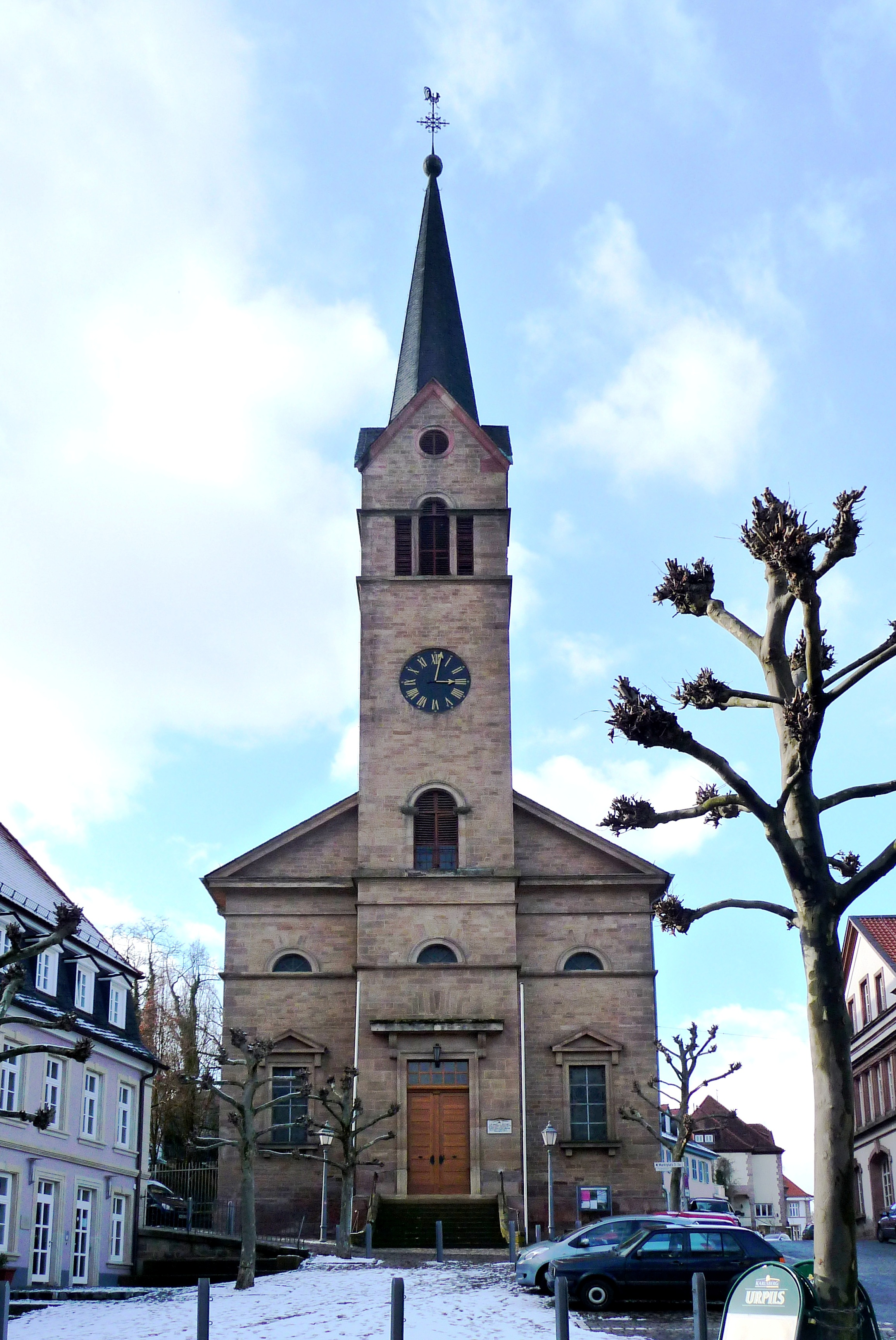
Evangelische Stadtkirche

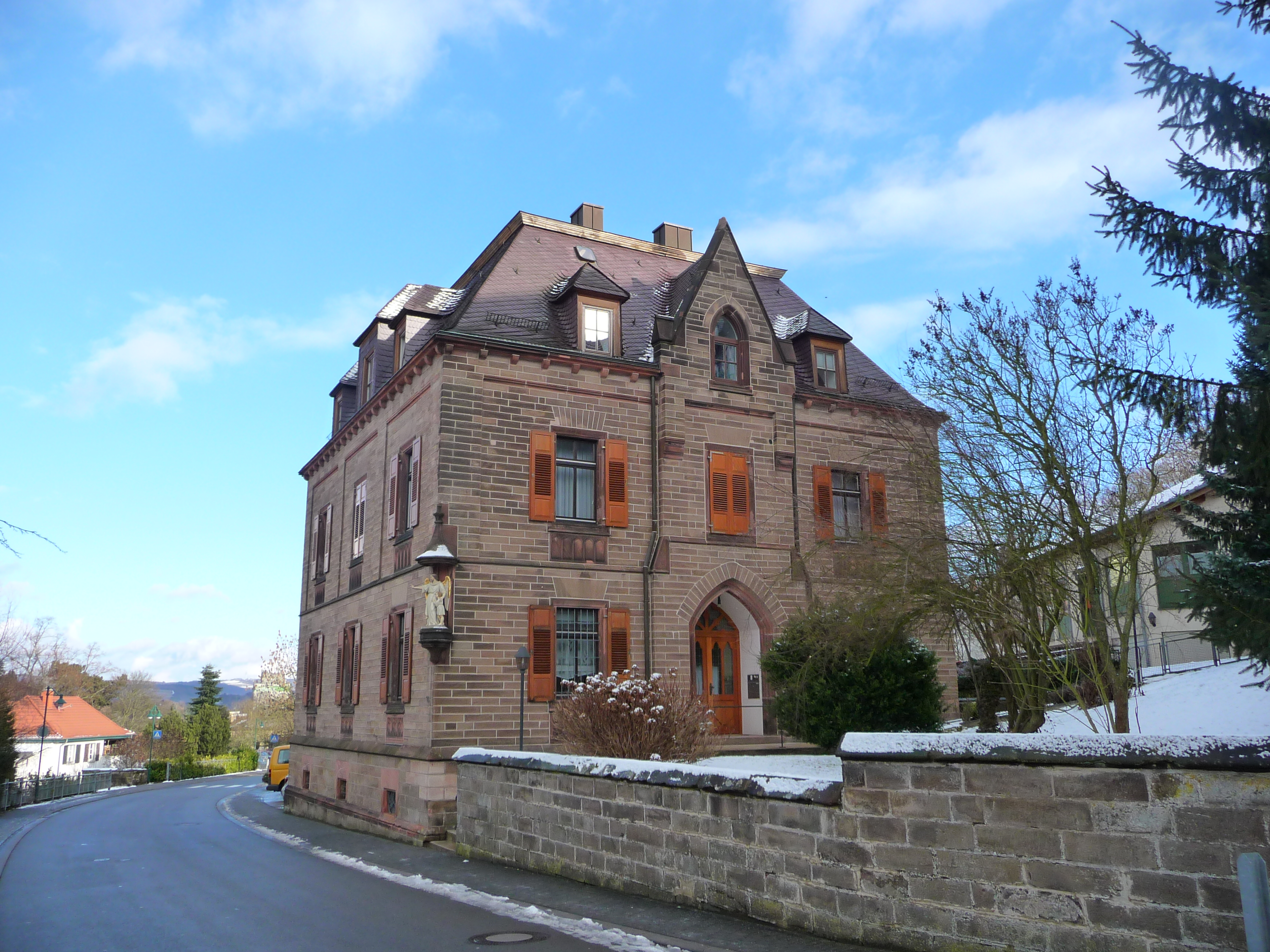
Katholisches Pfarramt St. Ägidius

2017 waren 48,5 % der Einwohner evangelisch, 16,0 % katholisch und die übrigen 35,5 % gehörten einer anderen Glaubensgemeinschaft an oder waren konfessionslos. Ende April 2023 hatten 37,1 % der Einwohner die evangelische Konfession und 11,9 % die katholische. 51,0 % gehörten entweder einer anderen Glaubensgemeinschaft an oder waren konfessionslos.

### Einwohnerstatistik
| Kusel: Einwohnerzahlen von 2012 bis 2024 | Kusel: Einwohnerzahlen von 2012 bis 2024 | Kusel: Einwohnerzahlen von 2012 bis 2024 | Kusel: Einwohnerzahlen von 2012 bis 2024 | Kusel: Einwohnerzahlen von 2012 bis 2024 |
| ---------------------------------------- | ---------------------------------------- | ---------------------------------------- | ---------------------------------------- | ---------------------------------------- |
| Jahr                                     |                                          |                                          |                                          | Einwohner                                |
| 2012                                     | 2012                                     |                                          | 5.018                                    | 5.018                                    |
| 2015                                     | 2015                                     |                                          | 4.992                                    | 4.992                                    |
| 2020                                     | 2020                                     |                                          | 5.566                                    | 5.566                                    |
| 2024                                     | 2024                                     |                                          | 5.332                                    | 5.332                                    |
| Quelle(n): statistik.rlp.de              |                                          |                                          |                                          |                                          |

## Politik

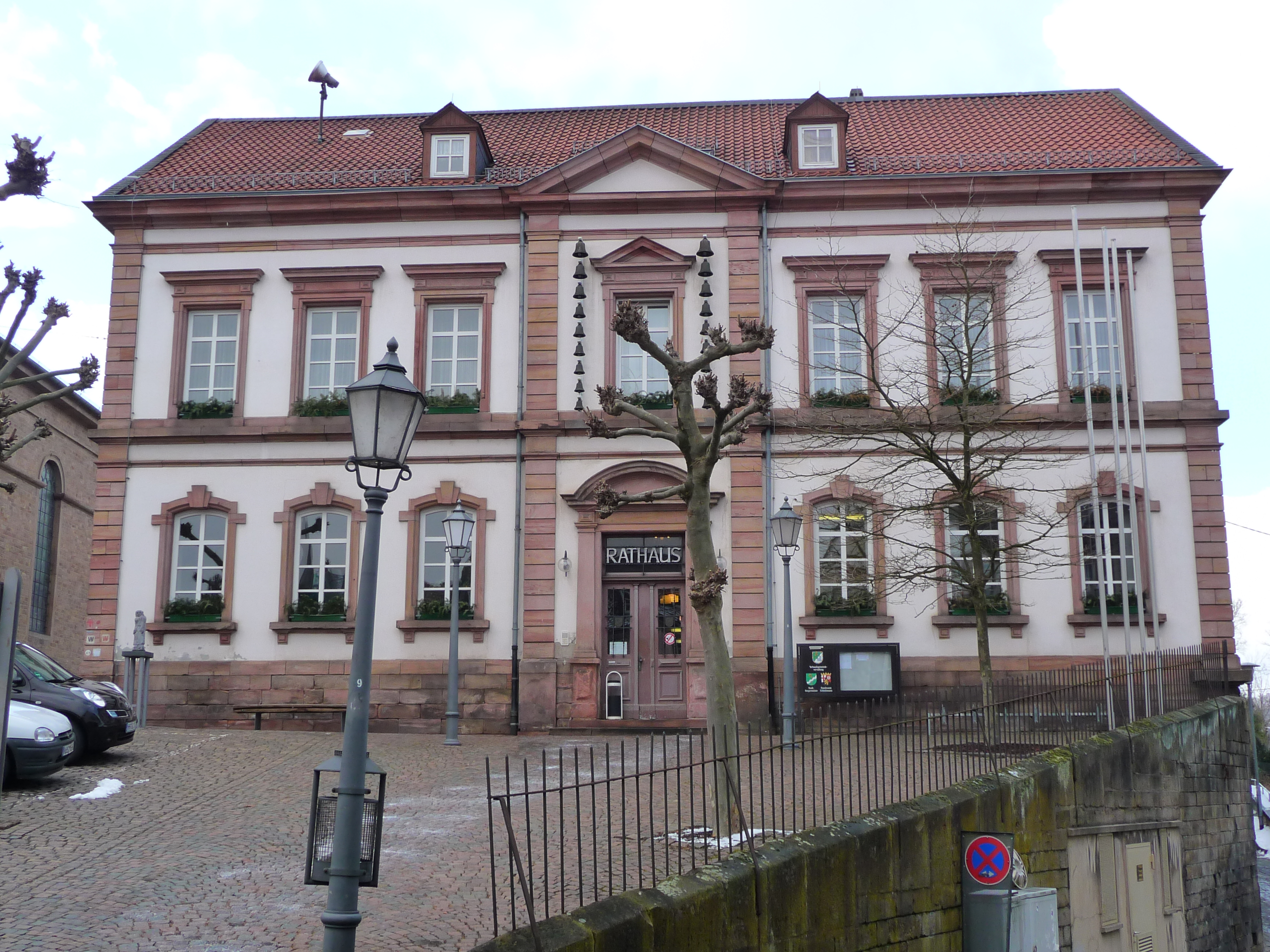
Rathaus Kusel

### Stadtrat
Der Stadtrat Kusel besteht aus 22 Ratsmitgliedern und dem Vorsitzenden.
Sitzverteilung:
| Wahl | SPD | CDU | GRÜNE | FDP | FWG | Gesamt   |
| ---- | --- | --- | ----- | --- | --- | -------- |
| 2024 | 7   | 9   | 2     | –   | 4   | 22 Sitze |
| 2019 | 8   | 5   | 5     | 1   | 3   | 22 Sitze |
| 2014 | 9   | 6   | 3     | –   | 2   | 20 Sitze |
| 2009 | 12  | 6   | 2     | –   | 2   | 22 Sitze |
| 2004 | 10  | 7   | 1     | 1   | 3   | 22 Sitze |

- FWG = Freie Wählergruppe Stadt Kusel e. V.

### Bürgermeister
Jochen Hartloff (SPD) wurde am 28. Juni 2019 erneut Stadtbürgermeister von Kusel. Bei der Stichwahl am 16. Juni 2019 hatte er sich mit einem Stimmenanteil von 50,37 % knapp durchgesetzt, nachdem bei der Direktwahl am 26. Mai 2019 keiner der ursprünglich drei Bewerber eine ausreichende Mehrheit erreicht hatte. Hartloff hatte das Amt bereits von 1984 bis 2011 ausgeübt. Bei der Bürgermeisterwahl am 9. Juni 2024 setzte sich Martin Heß (CDU) bei einer Wahlbeteiligung von 60,9 % mit 58,9 % der Stimmen gegen Peter Christoph Schmid (SPD) durch.
Hartloff war sowohl Nachfolger, als auch Vorgänger von Ulrike Nagel (SPD), die von 2011 bis 2019 Stadtbürgermeisterin von Kusel war.

### Wappen
| Wappen von Kusel | Blasonierung: „In Grün ein aufgerichteter, wachsender, goldener Krummstab, belegt mit einem silbernen Schräglinkswellenbalken.“                                                                                                 |
| Wappen von Kusel | Wappenbegründung: Das Wappen wurde 1841 vom bayerischen König Ludwig I. genehmigt und geht zurück auf ein Siegel aus dem Jahr 1624. Der Krummstab symbolisiert das Remigiusland, das Wellenband bezieht sich auf den Kuselbach. |

### Städtepartnerschaften
Kusel ist seit 1973 verpartnert mit Toucy in Frankreich (Département Yonne), seit 1997 mit Zalaegerszeg in Ungarn (Komitat Zala) und seit dem 13. September 2018 mit Valguarnera Caropepe in Italien (Sizilien).

## Kultur und Sehenswürdigkeiten

### Bauwerke, Theater und Museen

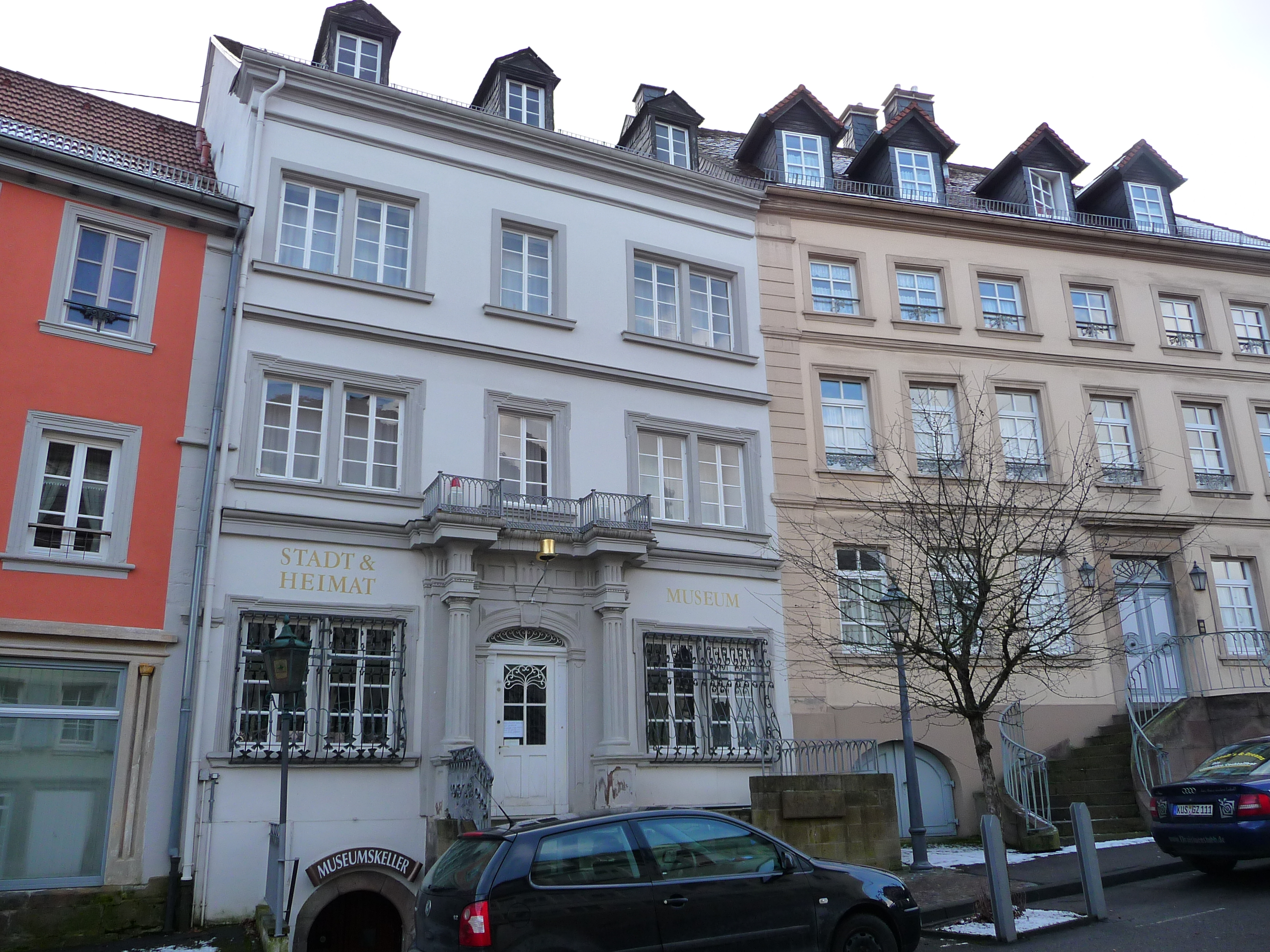
Stadt- und Heimatmuseum

Das städtebauliche Ensemble des Marktplatzes wird dominiert von der klassizistischen evangelischen Stadtkirche, dem Rathaus mit seinem Glockenspiel und dem Hutmacherbrunnen.
Die Kirche zeichnet sich durch klare Linien, einen seltenen, streng symmetrischen Aufbau des Blocks Altar-Kanzel-Orgel und die wuchtigen monolithischen Sandstein-Rundpfeiler aus, die die Empore tragen.
In der Fritz-Wunderlich-Halle, einer Mehrzweckhalle, die für Vorträge, Theater- und Konzertaufführungen und dem Schulzentrum am Roßberg als Aula dient, wird in Zusammenarbeit der Gebietskörperschaften ein reichhaltiges Kulturprogramm angeboten, zu dem auch eine ansehnliche Anzahl von Auftritten deutscher und internationaler Tourneetheater gehören.
Wichtigstes Kuseler Museum ist das Heimatmuseum. Es birgt unter anderem eine Dauerausstellung über den in Kusel geborenen Opernsänger Fritz Wunderlich und zu typisch historischen häuslichen Einrichtungen der Pfalz.

### Natur
Vor Ort befinden sich insgesamt drei Naturdenkmale.

### Vereine
Vor Ort existiert unter anderem der FV Kusel.

### Regelmäßige Veranstaltungen
Am zweiten Wochenende im Juni wird in der Altstadt das Hutmacherfest gefeiert. Am ersten Septemberwochenende findet von Freitagabend bis Dienstag die Kuseler Herbstmesse statt, eines der größten Volksfeste des Kreises.
Am 24. Mai 2014 wurde zum fünfzehnten und letzten Mal der Team-Triathlon Kusel gestartet. Er zählte zu den größten Breitensportveranstaltungen in Rheinland-Pfalz. Dabei handelte es sich um eine kombinierte Radfahr-Schwimm-Lauf-Staffel, die von Teams, die aus drei Teilnehmern bestehen mussten, bestritten wurde.

## Wirtschaft und Infrastruktur

### Wirtschaft

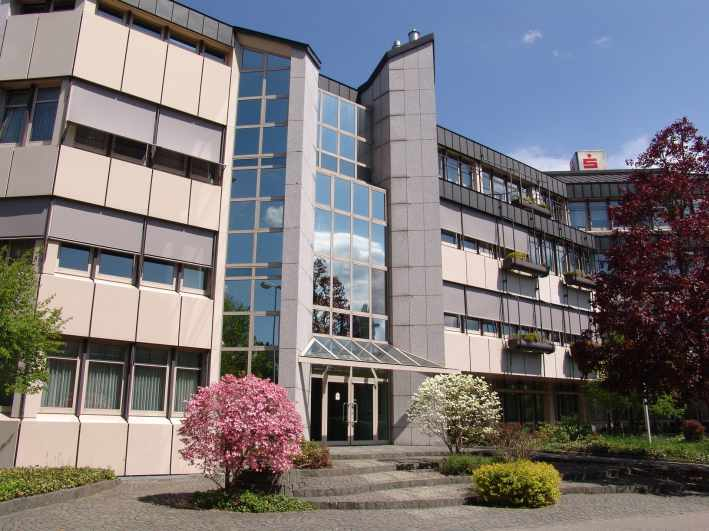
Hauptstelle der Kreissparkasse Kusel

In der Stadt hat die Kreissparkasse Kusel ihren Sitz.

### Bildungseinrichtungen
In Kusel gibt es eine Grundschule (als Ganztagsschule in Angebotsform) mit etwa 250 Schülern, ein staatliches Gymnasium, das sogenannte Siebenpfeiffer-Gymnasium Kusel. mit etwa 1000 Schülern sowie das Schulzentrum „Auf dem Roßberg“ mit Realschule plus, Berufsbildender Schule und Wirtschaftsgymnasium. Hinzu kommen zwei Förderschulen mit den Förderschwerpunkten Lernen und Sprache sowie ganzheitliche Entwicklung und einige Kindergärten.
In gemeinsamer Trägerschaft mit dem Landkreis wird eine Kreis- und Stadtbücherei betrieben. Die Volkshochschule in Kusel untersteht wie alle anderen im Kreisgebiet direkt dem Landkreis.

### Behörden
Kusel ist Sitz der Verbandsgemeinde- und Kreisverwaltung Kusel, eines Finanzamtes, eines Forstamtes, eines Vermessungs- und Katasteramtes sowie einer Filiale der Bundesagentur für Arbeit. Die Stadt beherbergt eine Polizeiinspektion, die der Polizeidirektion Kaiserslautern des Polizeipräsidiums Westpfalz untersteht. Die rheinland-pfälzische Eichbehörde unterhielt früher eine Dienststelle in Kusel, die jedoch weggefallen ist. Sie war im Gebäude der Luitpoldschule untergebracht.
In der 1966 in Betrieb genommenen ehemaligen Unteroffizier-Krüger-Kaserne war am nördlichen Stadtrand von Kusel das Artillerielehrbataillon 345 der Bundeswehr stationiert. Im Rahmen der Neuausrichtung der Bundeswehr wurde es 2014 nach Idar-Oberstein verlegt.

### Gerichte
Während der Zugehörigkeit zu Frankreich war Kusel Sitz eines Friedensgerichts des übergeordneten Tribunal erster Instanz Kusel. In Kusel besteht ein Amtsgericht, das zum Landgerichtsbezirk Kaiserslautern und zum Oberlandesgerichtsbezirk Zweibrücken gehört.

### Freizeit- und Sportanlagen
Größte Freizeiteinrichtung in Kusel ist das verbandsgemeindeeigene Spaß- und Freizeitbad im Ortsteil Diedelkopf. Es besteht aus einem Hallenbad mit Whirlpool, Solarium, Kinder-, Nichtschwimmer- und Schwimmerbecken, Letzteres mit Sprunganlage sowie aus einem Freibad mit Spielplatz, Kinder-, Nichtschwimmer-, Schwimmer- und Spiel- und Spaßbecken. 
Neben einem Fußballplatz am südlichen Ortsausgang Richtung Haschbach am Remigiusberg und einem weiteren am nordwestlichen Ortsausgang Richtung Ruthweiler gibt es eine Tennisanlage mit mehreren Plätzen und Hallen an der Ausfallstraße Richtung Blaubach.

### Verkehr
Der öffentliche Nahverkehr ist in den Verkehrsverbund Rhein-Neckar (VRN) integriert, der im Rheinland-Pfalz-Takt bedient wird. Seit dem Fahrplanwechsel im Dezember 2008 kommen Züge des Typs Talent der Deutschen Bahn AG zum Einsatz.
Der Bahnhof Kusel ist Endstation der Steinbahn. In der Vergangenheit begann im Bahnhof auch die  Westrichbahn (Türkismühle–Schwarzerden–Kusel, Stilllegung 1970); zudem war es über die Steinbahn an die  Glantalbahn (Homburg–Glan-Münchweiler, 1981, sowie Altenglan–Staudernheim, 1985) angeschlossen.
Durch Kusel führt die Bundesstraße 420, die von Nierstein in Rheinhessen nach Ottweiler im Saarland führt. Etwa 4 km südwestlich entfernt, bei Konken, gibt es eine Anschlussstelle an die Bundesautobahn 62, die von Pirmasens über Landstuhl nach Nonnweiler führt.

## Persönlichkeiten
Zu Ehrenbürgern der Stadt wurden unter anderem der langjährige Kuseler Landrat Gustav Adolf Held und der Regierungspräsident Hans Keller ernannt.
Bekannte Söhne und Töchter der Stadt waren im 18. Jahrhundert der Diplomat Johann Christian von Hofenfels und die drei Brüder Wilhelm Daniel Joseph Koch, Botaniker; Carl Ludwig Koch, Zoologe und Ludwig Christian von Koch, Jurist. Ein Jahrhundert später folgten der Bauingenieur Karl Kaerner, der Erfinder Ludwig Roebel und der Bahnfunktionär Theodor Acker.
Während des 20. Jahrhunderts kamen in Kusel der Sänger Fritz Wunderlich sowie die SPD-Politiker Margit Conrad, Winfried Werner und Jochen Hartloff zur Welt. Hinzu kommen der Ökonom Axel A. Weber, der Fußballspieler Hans Werner Moser und der Sänger Meiko Reißmann.
Der katholische Priester Wilhelm Caroli war zeitweise Kaplan vor Ort. Der Fußballnationalspieler Miroslav Klose lebte ab seinem achten Lebensjahr in Kusel. Letzteres trifft ebenso auf den früheren Kuseler Landrat Winfried Hirschberger zu.